# Hou Yu-ih
Hou Yu-ih (Puzi, 7 de junio de 1957), es un político taiwanés que ejerció como alcalde de la ciudad de Nueva Taipéi de 2018 a 2023. Se desempeñó como director general de la Agencia Nacional de Policía de 2006 a 2008 y como alcalde interino de la ciudad de Nueva Taipéi desde octubre de 2015 hasta enero de 2016.

## Biografía
Al graduarse de la Universidad Central de Policía, Hou fue enviado al Departamento de Policía de la ciudad de Taipéi. En 1992, se convirtió en inspector de la Oficina de Investigación Criminal (CIB), una división de la Agencia Nacional de Policía (NPA). Cinco años después, lideró el rescate de la familia Alexander. En 1998, Hou fue nombrado segundo al mando de la CIB. Se le asignó el puesto concurrente de jefe de policía del condado de Taoyuan en 2001 y fue ascendido dentro de la NPA en 2003, convirtiéndose en el líder de la CIB.
Al año siguiente, Hou se encargó de investigar el incidente del tiroteo 3-19, un intento de asesinato del presidente Chen Shui-bian, un viejo amigo. Fue nombrado director general de la NPA en 2006, convirtiéndose en el líder más joven de la fuerza policial en el momento de su nombramiento. Durante su mandato, el NPA fue criticado por su respuesta inadecuada a las protestas de 2006 dirigidas por Shih Ming-teh.
Múltiples políticos del Kuomintang también querían que Hou reabriera la investigación sobre el incidente del tiroteo del 19 de marzo. El traficante de armas Tang Shou-yi, que había huido a China continental en agosto de 2006, se retractó de su confesión, afirmando que fue bajo coacción y, por lo tanto, falsa. Hou fue nombrado presidente de la Universidad Central de Policía en 2008 y fue reemplazado en la NPA por Wang Cho-chiun.

## Carrera política
Hou se unió originalmente al Kuomintang en 1975, pero permitió que su membresía caducara durante su carrera policial. Hou fue reclutado para unirse al Partido Progresista Democrático en 2002. Eric Chu le pidió a Hou que se desempeñara como teniente de alcalde de Nuevo Taipéi en 2010, y Hou se reincorporó al Kuomintang en 2013. Hou se desempeñó como teniente de alcalde junto con Lee Shu-chuan y Hsu Chih-chien, quienes dejaron el cargo el 25 de febrero de 2014 y el 30 de junio de 2014, respectivamente. Más tarde, Chen Shen-hsien fue nombrado vicealcalde. Hou fue ascendido de su puesto anterior como teniente de alcalde el 20 de octubre de 2015, mientras Chu se preparaba para las elecciones presidenciales de 2016. Chu perdió las elecciones ante Tsai Ing-wen y reanudó sus funciones de alcalde el 18 de enero de 2016.
Hou renunció a la vicealcaldía el 28 de febrero de 2018, afirmando que disputaría las primarias para alcalde del Kuomintang. El 6 de abril de 2018, el KMT anunció que Hou había ganado las primarias.
El 17 de agosto de 2022, Hou confirmó que se postularía para un segundo mandato como alcalde de Nueva Taipéi.

## Vida personal
El hijo primogénito de Hou, Hou Ni-wei, murió el 15 de mayo de 1992 en un incendio, que mató a 23 personas. Él y su esposa Jen Mei-ling criaron a tres hijas, Hou Yu-fan, Hou Ni-chia y Hou Yu-chia.